# Église Notre-Dame-de-l'Assomption de Mégaudais
Pour les articles homonymes, voir Église Notre-Dame-de-l'Assomption.
L'église Notre-Dame-de-l'Assomption est une église catholique située à Mégaudais sur la commune de Saint-Pierre-des-Landes, dans le département français de la Mayenne.

## Désignation
- L'église de Mégaudais, 1674 (Insinuations ecclésiastiques, t. XXXIV, f. 251).
- Notre-Dame de Bon-Secours en la succursale de Mégaudais, 1676 (Insinuations ecclésiastiques, t. XXXIV, f. 204).

## Histoire
Bertrand de Mégaudais, seigneur de Marolles, et Catherine de Langan, sa femme, voulant faciliter l'accomplissement de leurs devoirs religieux aux habitants de ce quartier qui, à cause de l'éloignement de l'église de Saint-Pierre, « n'assistent point à la messe, disent-ils, et fréquentent si peu l'église qu'ils ne peuvent apprendre les choses nécessaires au salut », firent bâtir près des lieux de la Chesnaie et de la Cavesserie une église de 60 pieds de long et de 22 pieds de large. 
Leur dessein était d'y appeler des ermites dont deux desserviraient la nouvelle église, le troisième disant sa messe au Château de Marolles. L'évêque rendit un décret favorable le 30 octobre 1600. Mais le roi refusa les lettres patentes. 
Catherine de Langan, devenue veuve, pria donc l'évêque d'ériger en succursale l'église « de Saint-Martin de Mégaudais » où étaient fondées deux chapelles, l'une de Notre-Dame de Bon-Secours, l'autre de Saint-Joseph ; ce qui lui fut accordé par ordonnance datée de Laval, le 28 juillet 1674. Le cimetière entourait l'église. Un baptême est fait à Mégaudais le 25 mai 1675. 
« Cette chapelle est assez jolie, dit Pierre-François Davelu (1780) ; le service y est fait par deux chapelains qui ont chacun 500 ₶ ; il y a trois cents communiants ». En l'an XII, l'église est déclarée utile pour la paroisse de Saint-Pierre dont elle est annexe. Cependant elle fut supprimée comme succursale en 1803 et rétablie par ordonnance royale du 15 septembre 1846. 
L'église, dont la sacristie avait été incendiée en janvier 1868, le cimetière, la Hacherie, les Landes, la Chesnaie, mis en vente par MM. Hay des Nétumières, de Rosnivinen, de Piré, de Talleyrand-Périgord, ont été acquis en 1869 par M. de Saint-Cyr, qui fit reconstruire l'église à 800 mètres de l'ancienne, sur son terrain et sur le bord de la route nationale d'Ernée à Fougères, 1875-1877 (Architecte Le Clerc).
C'est un édifice en style du XIVe siècle avec flèche élancée, vitraux des ateliers du Carmel du Mans, autels en pierre par Cottereau ; consacrée le 3 septembre 1877, elle est dédiée à l'Assomption de la Sainte Vierge. Le cimetière ancien a été conservé.
Dans le jardin du presbytère, il y avait à la fin du XIXe siècle un genêt dont la fleur a deux pétales d'un rouge pourpre, trouvé par André Puissant, curé, vers 1875, multiplié par lui. Le jardinier à qui il en céda la première greffe en échange d'un palmier, le nomma Genista Andrea.